# Форд, Колин (велогонщик)
Колин Рекардо Форд (англ. Colin Recardo Forde, род. 16 сентября 1949, Барбадос) — барбадосский велогонщик, выступавший на треке и шоссе. Участник летних Олимпийских игр 1968 года.

## Биография
Колин Форд родился 16 сентября 1949 года на Барбадосе.
В 1968 году вошёл в состав сборной Барбадоса на летних Олимпийских играх в Мехико. Шоссейную групповую гонку на 196,2 км не смог завершить, как и ещё 79 из 144 участников. На треке в индивидуальной гонке преследования на 4000 метров занял последнее, 22-е место в квалификации (при шести догнанных и оставшихся без итогового места), показав результат 5 минут 35,60 секунды и уступив 50,67 секунды худшему из попавших в четвертьфинал Паулю Крапе из Бельгии.

## Семья
Сын Барри Форд (род. 1976) также был велогонщиком, в 1998 году стал чемпионом Игр Центральной Америки и Карибского бассейна, в 2004 году участвовал в летних Олимпийских играх в Афинах, где занял 6-е место в индивидуальном спринте.